# Grandiosa

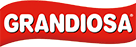
Logotypen.

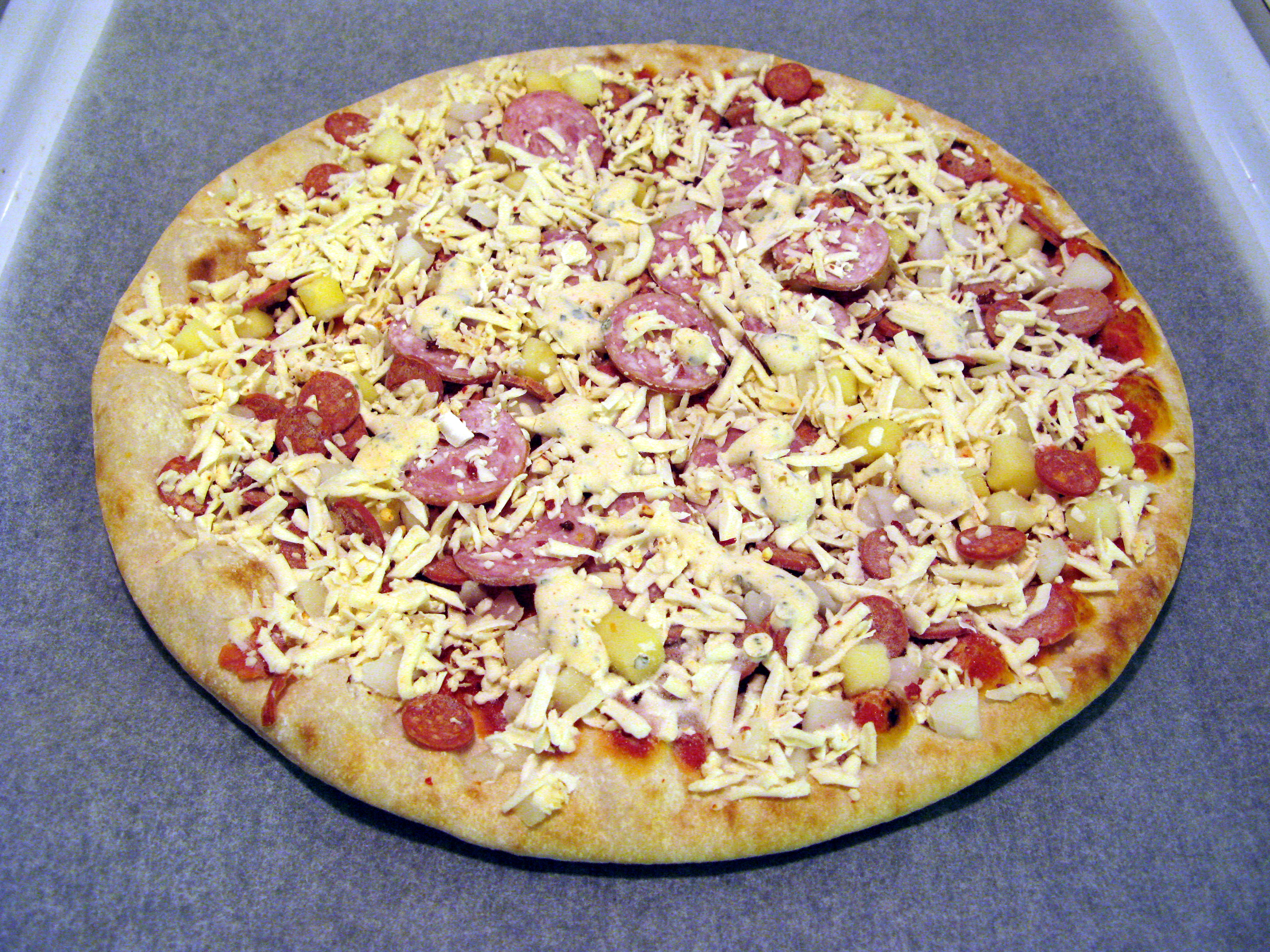
En fryst Grandiosa-pizza med salami.

Grandiosa är ett varumärke på djupfryst pizza som ägs av Orkla Foods. Den första Grandiosa-pizzan producerades av Nora Industrier i Stranda i Møre og Romsdal fylke i Norge den 11 februari 1980. Grandiosa-pizzor finns i många varianter och smaker.
I Norge tillverkas Grandiosa på fabriken i Stranda.
I Sverige tillverkas cirka 30 miljoner pizzor om året (2015) i pizza- och pajproduktionsanläggningen i Vansbro. Den hade 130 anställda år 2015.

## Historik i Sverige
År 1979 lanserade varumärket Felix (tidigare AB Felix) pizzor under varumärket Pizzeria Petrono. Pizzorna fanns då i smakerna Bolognese, Skinka, Marinara och Capricciosa. År 1994 lanserade Felix den första stenugnsbakade pizzan i Sverige. Under detta år fick Felix konkurrens från norska Orkla som lanserade BOB La Casina med "Grandiosasmak". År 1995 köpte Orkla Procordia, som ägde varumärket Felix, och de konkurrerande varumärkena hamnade i samma bolag. Sedan dess har en rad namnbyten genomförts och 2003 bytte hela sortimentet namn till Grandiosa.